# Pilates

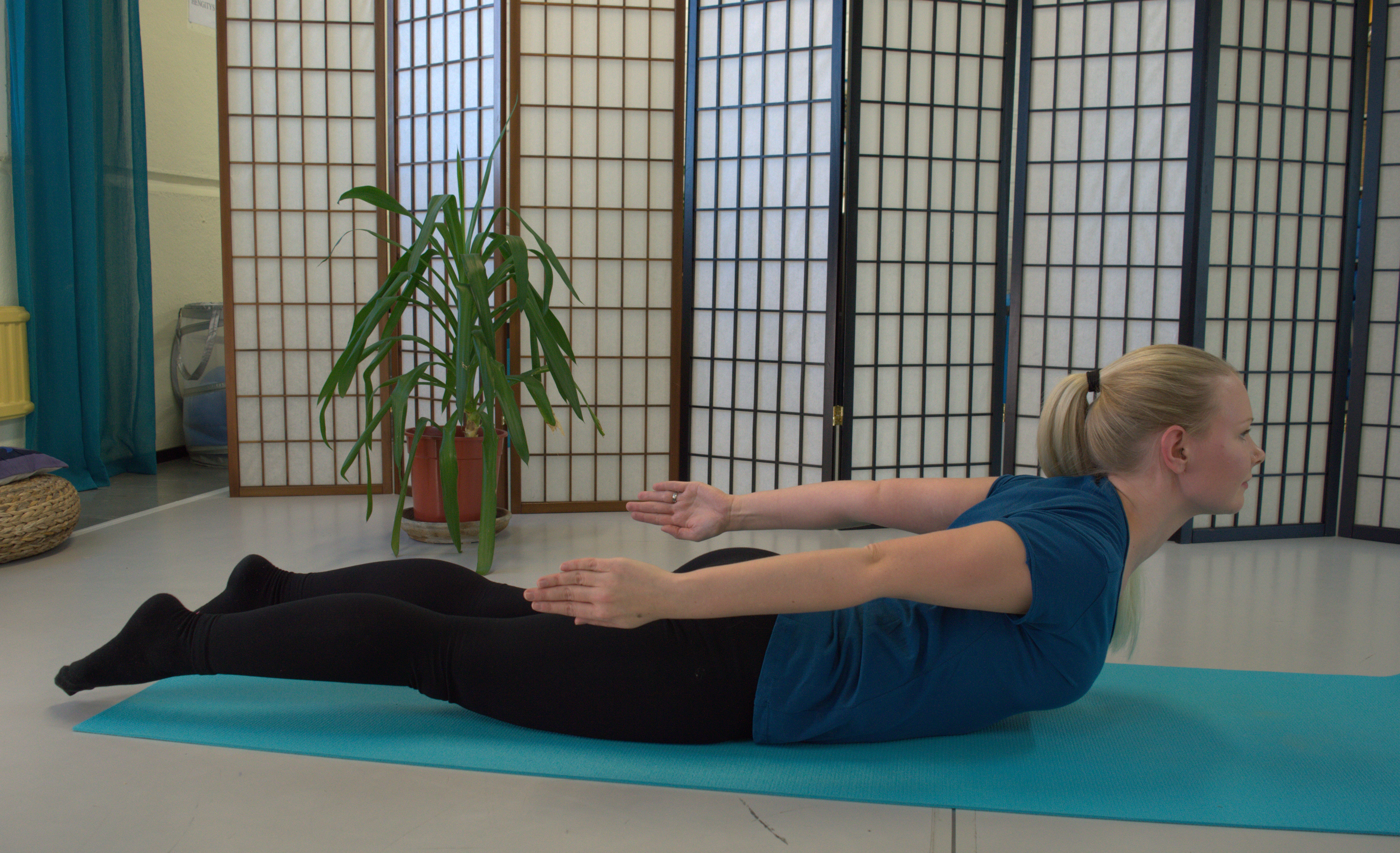
En pilatesövning

Pilates är en träningsform som utmärks av långsamma rörelser samt en strävan efter harmoni, såväl själslig som kroppslig. Pilates skapades i början av 1900-talet av tysken Joseph H. Pilates (1883-1967). Denne var verksam i USA och träningsformen är också utbredd i Nordamerika, men har även blivit vanlig i Sverige. På 2000-talet var pilates utbrett i den västerländska världen.
Pilates själv kallade själv träningsformen The Art of Contrology vilket syftar på vikten av precision och koncentration som ett sätt att kontrollera musklerna.

## Metod
Pilates är en träningsmetod som kombinerar styrketräning, stretchning och yoga. Pilates handlar mycket om tankekraft. Pilates kan vara, till skillnad från vad många tror, väldigt fysiskt krävande om det görs på rätt sätt. Pilates-rörelserna ska utföras långsamt. Vid varje övning tränas flera muskelgrupper samtidigt. 
Pilates utövas primärt på en matta i liggande  eller sittande ställning. Fokus är att utveckla stabilitet och flexibilitet genom att stärka musklerna, särskilt de centrala bukmusklerna, genom en serie kontrollerade rörelser. 
Av de ursprungliga Pilates-övningarna var  majoriteten rörelser längs kroppens mittlinje, med fokus på precision och kontroll snarare än repetition och hastighet. Genom signaler som "dra in buken" instruerades eleverna att aktivera rätt muskler för att uppnå målet med träningen: att stärka coren, de centrala buk-, nedre rygg- och sätesmusklerna. Eleverna uppmanades att andas djupt och använda andningen som fokuspunkt, medan de genomförde övningarna. En typisk Pilates "mattklass" varade vanligtvis en timme och innefattade övningar på en matta i olika positioner. 
Senare har Pilates utvecklats/integrerats/influerats av andra träningsformer.